# Soberanía de la esfera social

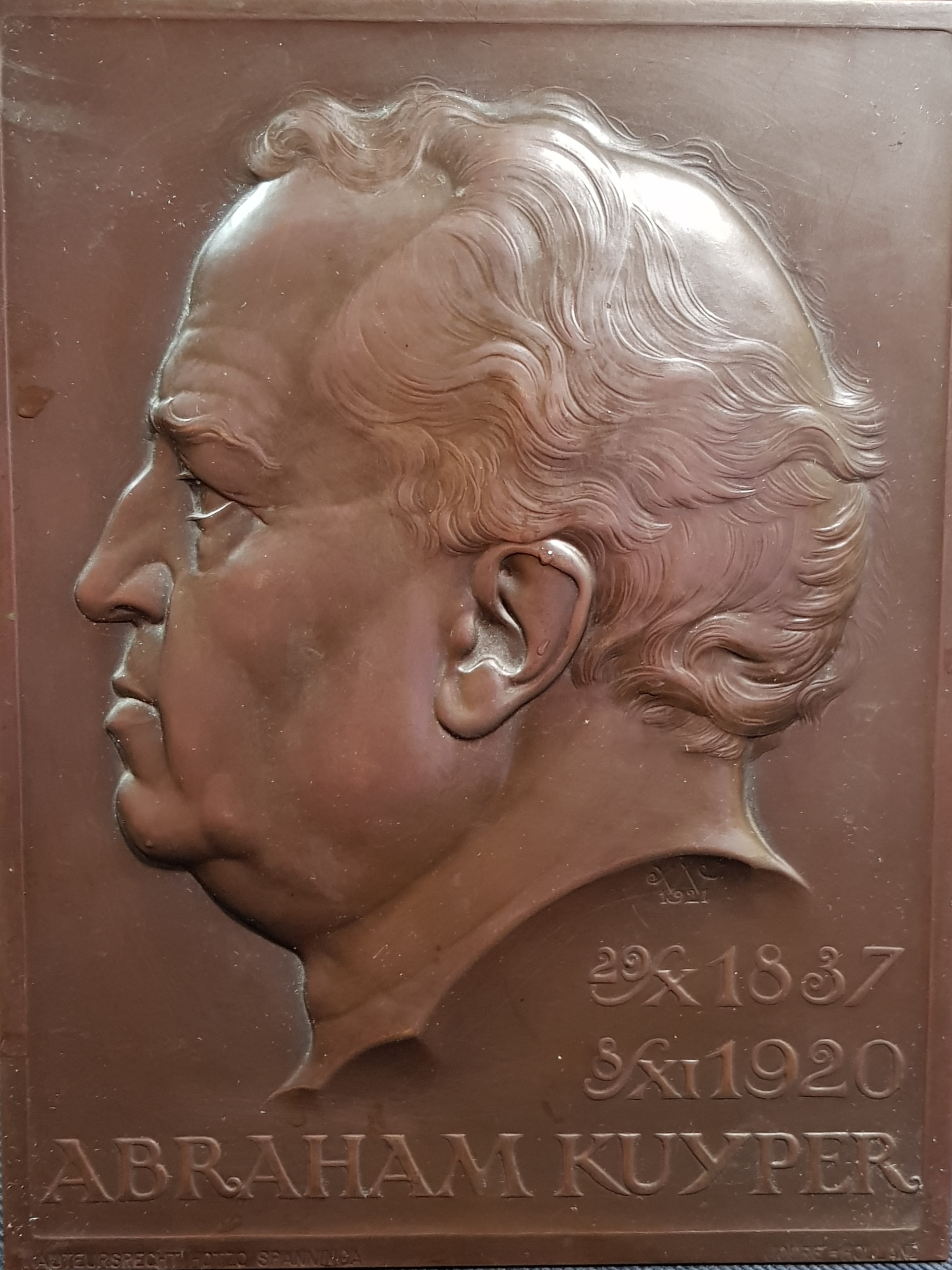
Creador de neocalvinismo, periodista y primer ministro de los Países Bajos entre 1901 y 1905

En el ámbito del neocalvinismo, la soberanía de la esfera social (neerlandés: souvereiniteit in eigen kring) es un concepto que establece que cada esfera o sector de la vida posee sus propias responsabilidades distintivas y autoridad o competencia, y cada esfera es equivalente a otras esferas de la vida. La soberanía de la_esfera social abarca la idea de un orden que lo comprende todo, diseñado y gobernado por Dios. Este orden incluye comunidades sociales (tales como aquellas necesarias para proveer educación, adoración, justicia civil, agricultura, economía y trabajo, matrimonio y familia, expresión artística, etc.), su desarrollo histórico y las normas por las que se rigen. El principio de la soberanía de la esfera social busca afirmar y respetar las fronteras creacionales, y la diferenciación histórica.
La soberanía de la esfera social incluye la idea de que ninguna área de la vida o comunidad social ejerce soberanía sobre otra. Cada esfera ha sido creada y posee su propia integridad. Los neocalvinistas sostienen que dado que Dios creó todo “a su imagen y semejanza,” la diversidad debe ser reconocida y apreciada. Por ejemplo, se deben reconocer las diferentes normas que Dios ha dado para la vida en familia y la vida económica, de forma tal que una familia no funcione como una empresa. De manera similar, ni las instituciones ligadas con la fe (por ejemplo iglesias) ni las instituciones de justicia civil (por ejemplo el estado) deben pretender ejercer un control totalitario, o regular a las actividades humanas fueras de su área limitada de competencia.

## Antecedentes históricos
La soberanía de la esfera social es una alternativa a la visión del mundo del ecleciasticismo y el secularismo (especialmente en su forma  estatista). Durante la Edad Media, una forma de monarquía Papal consideraba que Dios gobierna el mundo a través de la Iglesia.
El eclesiasticismo era muy evidente en las artes. Los temas religiosos eran impuestos por la Iglesia, el principal patrón de las artes. De manera similar, a menudo la política durante la Edad Media consistía de líderes políticos llevando a cabo aquello que la Iglesia había ordenado. La Iglesia supervisaba tanto a las gremios productivos como a la agricultura. En la esfera de la familia, la Iglesia regulaba la  procreación de la familia, posiciones sexuales, sexualidad, e infidelidad. En la esfera educativa, las órdenes religiosas fundaron varias universidades.
Durante el Renacimiento, el crecimiento de una visión secularista acompañó el surgimiento de una clase comerciante rica. Algunos comerciantes fueron patrones de las artes, independientes de la Iglesia. Posteriormente el Protestantismo impulsó que el gobierno civil, las artes, la familia, la educación, y la economía estuvieran libres de control eclesiástico. Mientras que el protestantismo mantuvo una visión holística religiosa amplia de la vida en contraposición con el ecleciasticismo, la Ilustración secular posterior buscó que la sociedad se deshiciera por completo de la religión.
La idea de la soberanía de la esfera social fue elaborada inicialmente por Abraham Kuyper un teólogo neocalvinista y primer ministro holandés, el concepto fue luego refinado por el filósofo Herman Dooyeweerd. Kuyper basó parcialmente la idea de la soberanía de la esfera social a partir del concepto cristiano de coram Deo ("delante de Dios", "en privado"), cada parte de la vida humana existe en condiciones de igualdad y directamente “ante Dios.” Para Kuyper, esto significaba que la soberanía de la esfera social comprendía una cierta  Separación Iglesia-Estado y una separación del estado y otras esferas sociales, o anti-estatismo.

## Usos
La doctrina de la soberanía de la esfera social posee numerosos usos. Por ejemplo la institución de la familia, no deriva del Estado, la Iglesia, u otros factores sociales contingentes, sino que proviene del acto creador original de Dios (es una institución creacional). No es tarea ni del Estado ni de la Iglesia definir a la familia o promulgar leyes sobre ella. Esta tarea le queda reservada a la palabra de Dios, que según sostiene el Protestantismo es soberana, o sea se encuentra más allá del control de la Iglesia o el Estado. La familia (definida como el compromiso mutuo asumido entre un hombre y una mujer y con su descendencia) no es instituida por el Estado ni por ningún otro poder externo, sino que procede naturalmente de las cabezas de los hogares, quienes son directamente responsables ante Dios. Sin embargo, cuando una familia falla por alguna razón, el Estado se encuentra autorizado a servir como un substituto.
Ni el Estado ni la Iglesia pueden dictar conclusiones predeterminadas a una organización científica, escuela o universidad. Las leyes aplicables solo son aquellas relativas a esa esfera, de forma tal que la administración de las escuelas recae en aquellos que se encuentran legítimamente a cargo de las mismas, según sus competencias específicas y habilidades. De forma similar, en una organización comercial, se deben aplicar las reglas del comercio, y sus líderes se deben elegir de entre sus propios rangos. De manera similar la agricultura no se rige por leyes dictadas por el gobierno sino por las leyes de la naturaleza. Toda vez que un gobierno pretende regular fuera de su soberanía, aquellos que se encuentran dentro de la esfera afectada deben protestar sosteniendo que el Estado está interfiriendo en los asuntos internos de ellos. El tema que a veces se debate es cual es el límite a partir del cual el estado actúa interfiriendo, o hasta donde puede actuar sin interferir.